# 李經羲內閣
李经羲內閣成立於1917年5月28日，結束於同年7月2日。
1917年5月25日，黎元洪向国会提出由李经羲继任内阁总理。27日，眾议院通过任命，28日，参议院也投票通过，即日正式予以任命（此时李尚未入京）。
6月12日，黎元洪用步军统领江朝宗代理内阁总理的名义副署的命令，解散国会。14日，李经羲偕张勳入京。
6月24日，李经羲就任总理，同日发表李兼任财政总长，王士珍任陆军总长兼参谋总长，薩镇冰任海军总长。26日，陆续发表阁员名单，劝请上任。
7月1日，张勳复辟，李阁瓦解。

## 內閣成員
| 職位     | 姓名   | 備注        |
| -------- | ------ | ----------- |
| 总理     | 李经羲 |             |
| 外交總長 | 伍廷芳 |             |
| 內務總長 | 张志潭 | 次长代理    |
| 財政總長 | 李经羲 | 兼任        |
| 陸軍總長 | 王士珍 |             |
| 海軍總長 | 萨镇冰 |             |
| 司法總長 | 江庸   | 6月29日任命 |
| 教育總長 | 袁希涛 | 次长代理    |
| 農商總長 | 李盛铎 | 6月29日任命 |
| 交通總長 | 龙建章 | 6月29日任命 |